# Wir wollen nur deine Seele
Wir wollen nur deine Seele [Nosotros sólo queremos tu alma], es el segundo álbum en vivo de Die Ärzte.

## Lista de canciones
CD1Nö sleep 'til Viehauktiönshalle Öldenbürg
1. Ein Lied für dich - 2:36
2. Schunder-Song - 2:41
3. Angeber - 2:29
4. Begrüssung - 0:18
5. Party stinkt - 2:59
6. Ich bin reich - 3:22
7. Geh mit mir - 2:23
8. Langweilig - 3:13
9. Ignorama - 2:37
10. Ich weiss nicht (ob es Liebe ist) - 4:56
11. Der Graf - 4:08
12. Rebell - 3:59
13. Zitroneneis - 2:05
14. Liebe und Schmerz - 3:27
15. Käfer - 2:34
16. Meine Freunde - 1:56
17. Hey Huh (in Scheiben) - 3:54
18. Lady - 1:29
19. 1/2 Lovesong - 3:53
20. Der Misanthrop - 2:58
21. Teenager Liebe - 3:05
22. Goldenes Handwerk/Punk ist... - 5:45
23. Schrei nach Liebe - 3:06
24. Der lustige Astronaut - 3:58

CD2Halt's Maul und spiel!
1. Super Drei - 2:30
2. Vermissen, Baby - 3:37
3. 3-Tage-Bart - 3:16
4. Vokuhila - 3:37
5. Sommer, Palmen, Sonnenschein - 2:22
6. Ansage - 3:05
7. Nie wieder Krieg, nie mehr Las Vegas! - 3:17
8. Deutschrockgirl - 1:38
9. Die traurige Ballade von Susi Spakowski - 4:11
10. Dauerwelle vs. Minipli - 1:03
11. Kopfüber in die Hölle/Revolution - 2:52
12. Friedenspanzer - 3:41
13. Die Allerschürfste - 1:21
14. BGS - 1:25
15. Kopfhaut - 2:49
16. Omaboy - 6:42
17. Für immer - 3:33
18. Ekelpack - 2:01
19. Ein Lied über Zensur - 2:56
20. Mach die Augen zu - 4:24
21. Männer sind Schweine - 4:16
22. Elke - 6:46
23. Gute Nacht - 2:26

CD3Invasion der Vernunft
1. Sprüche II
Canal 1: Sprüche II (1) - 20:33
Canal 2: Sprüche II (2) - 20:23

- Datos: Q2585496